# Автобан A92 (Німеччина)
Федеральний автобан A92 (A92, нім. Bundesautobahn 92)  — автобан в Німеччині сполучає Мюнхен з Деггендорфом і має довжину 134 кілометри. Він має три смуги між розв’язкою Neufahrn і розв’язкою аеропорту Мюнхена, інші дві з жорсткими узбіччями. Система регулювання руху поширюється в напрямку Деггендорфа до виїзду на кільцеву дорогу аеропорту.